# Politický systém Státu Izrael
Politický systém Státu Izrael je svou strukturou parlamentní zastupitelská demokratická republika s pluralitním politickým systémem. Nemá psanou ústavu, politický systém Státu Izrael a jeho hlavní principy jsou ukotveny v jedenácti Základních zákonech. Hlavou státu je prezident, který je volený parlamentem na 7 let. Plní však pouze reprezentativní funkce. Zákonodárným orgánem je jednokomorový parlament - Kneset, do kterého je na 4 roky voleno 120 poslanců. Výkonná moc je v rukou vlády, v jejímž čele stojí premiér. Volební období vlády může být zkráceno v případě, že Kneset odvolá premiéra nebo vládě nevysloví důvěru. Ministři vlády jsou odpovědni premiérovi a Knesetu. Vládu, její finanční politiku a finance jednotlivých stran kontroluje Státní kontrolor. Soudní systém je nezávislý od výkonné a zákonodárné moci.

## Zákonodárná složka

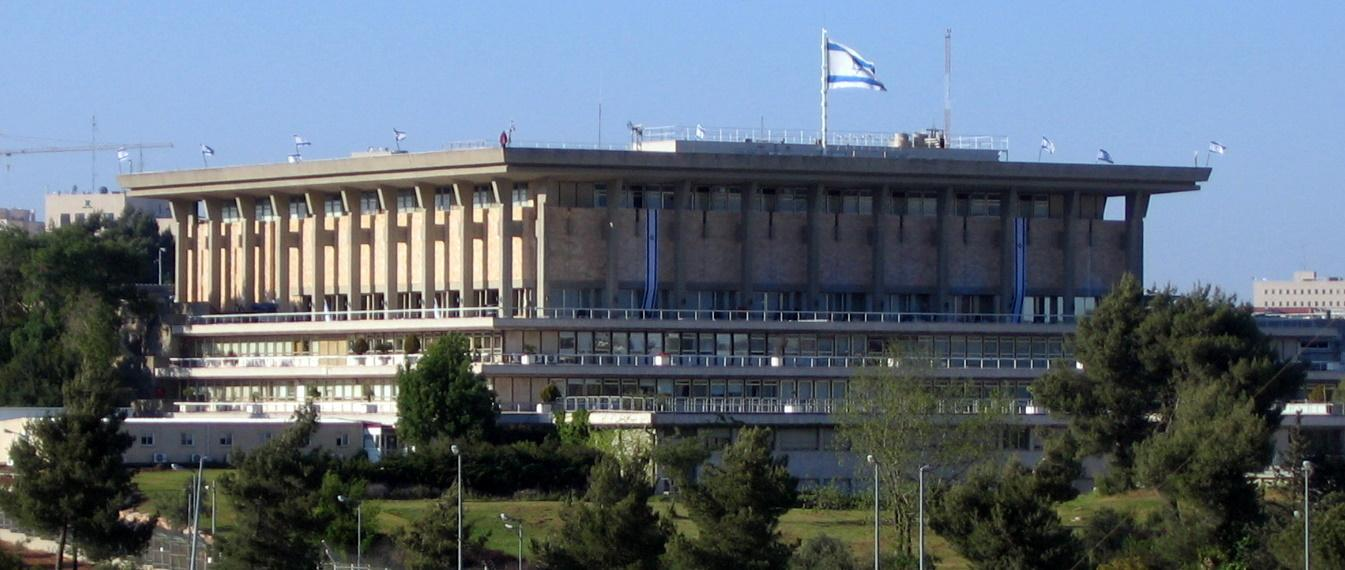
Budova Knesetu

### Kneset
Kneset (hebrejsky: כנסת, „shromáždění“) je izraelský jednokomorový parlament. Jeho 120 členů je voleno na čtyřleté volební období v poměrném volebním systému, jak je uzákoněno v Základním zákoně Kneset. Jako zákonodárný sbor Kneset schvaluje zákony, dohlíží vládním aktivitám a je zmocněn zvolit či odvolat prezidenta nebo státního kontrolora.
Po volbách v roce 2006 se v Knesetu nachází 5 větších politických stran: Kadima, Strana práce, Šas, Likud a Jisra'el bejtejnu, každá s více než deseti křesly. Nicméně pouze jednou měla jedna strana vládní většinu 61 křesel, a to strana Ma'arach mezi lety 1968 a 1969. Od svého vzniku v roce 1948 jsou izraelské vlády koaliční. Od roku 2006 je v Knesetu reprezentováno celkem 12 politických stran v rámci celého politického spektra.

### Volební systém
Izraelské volební právo se zakládá na Základním zákonu Kneset a volebním zákonu z roku 1969.
120 členů Knesetu je voleno na čtyřleté volební období v tajném hlasování, nicméně je možné, aby Kneset vyvolal předčasné volby nebo se sám rozpustil. Pro přepočet odevzdaných hlasů na mandáty je používán poměrný systém za využití tzv. d'Hondtovy metody. Při volbách si volitel může vybírat ze stran, nemůže však ovlivnit preferenčními hlasy pořadí jednotlivých kandidátů. Volební právo mají osoby starší 18 let. Volební místnosti se nacházejí po celém Izraeli. Je dodržován systém poměrných stranických kandidátních listin, který je zděděn z voleb do Národního shromáždění jišuvu či z voleb do sionistických kongresů. Tento volební systém velmi komplikuje jakékoliv straně získat v Knesetu většinu a tak jsou izraelské vlády vždy koaliční. Premiéra vybírá prezident, jako předsedu strany, která má největší předpoklady pro sestavení vlády. Po vybrání prezidentem má premiér 45 dní na sestavení vlády. Seznam členů vlády pak musí odsouhlasit Kneset.
Při pokusu o volební reformu bylo Izralcům umožněno ve volbách v roce 1996 přímo volit premiéra. Tento způsob volby však byl poté zrušen a přistoupilo se zpět k zavedenému volebnímu systému.

## Soudní systém
Soudní složka je nezávislá složka na vládě, zahrnující sekulární a náboženské soudy. Soudní systém zahrnuje tři stupně soudů.

### Soudy

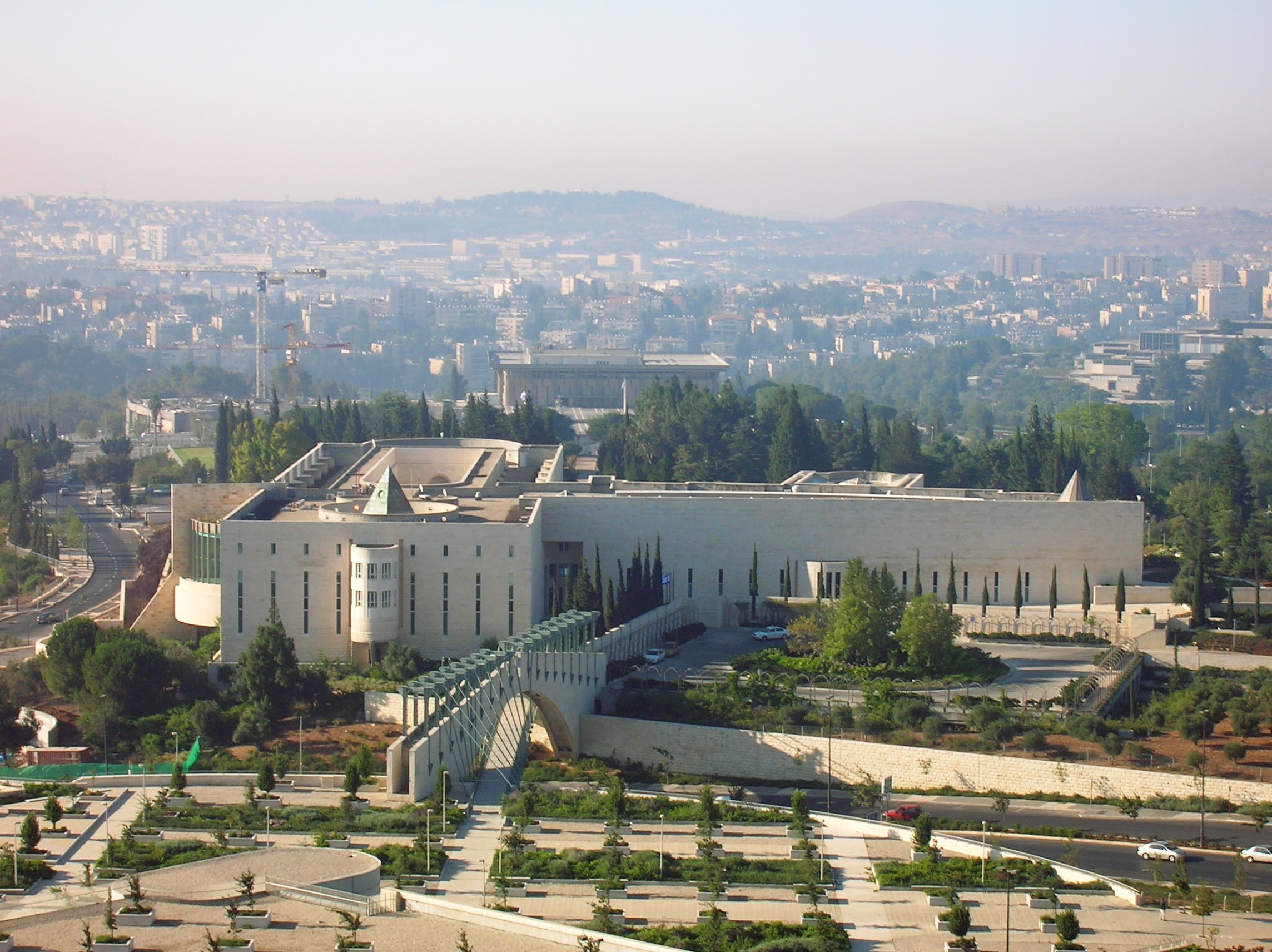
Budova Nejvyššího soudu v Jeruzalémě

Izraelské soudy se dělí do tří skupin:
- Městské soudy - slouží jako soudy první instance
- Distriktní soud - slouží jako odvolací soud a v některých případech jako soud první instance
- Nejvyšší soud - nachází se v Jeruzalémě a slouží jako odvolací soud a soud první instance v závažných případech, kdy je zpochybněna zákonnost rozhodnutí a postupů představitelů státu.

Izrael v prosinci 1985 informoval OSN, že již nebude uznávat Mezinárodní soudní dvůr.

### Náboženské soudy
Některé otázky rodinného práva (manželství a zejména rozvod) spadají pod jurisdikci náboženských soudů. Stát pro potřeby náboženských komunit udržuje a podporuje rabínské soudy, soudy Šaría a kanonické soudy. Všichni soudci jsou státními úředníky a požaduje se po nich, aby prosazovali také obecné právo. Vrchní soud slouží jako odvolací instance všech náboženských soudů. Židovské náboženské autority jsou pod kontrolou kanceláře premiéra a vrchního rabína. Tyto soudy mají pravomoce pouze v pěti oblastech: kašrut, šabat, židovský pohřeb, náboženské otázky (zejména rozvod) a židovské imigranty. Kromě určování manželského stavu mohou všechny ostatní náboženské otázky zastat i civilní soudy.
Další velká náboženství v Izraeli, jako je Islám a křesťanství jsou dohlíženy jejich vlastními institucemi náboženských zákonů. Tyto soudy mají podobnou jurisdikci nad svými následníky, ačkoliv muslimské náboženské soudy mají více kontroly nad rodinnými záležitostmi.

## Politické podmínky
Bývalá premiérka Golda Meirová žertovala, že „v Izraeli jsou tři miliony premiérů.“ Kvůli poměrnému volebnímu systému totiž existuje velké množství politických stran, z nichž mnoho má specializovaný program, zaměřující se na specifické zájmy jejich voličů. Obvyklá rovnováha mezi největšími stranami znamená, že menší strany mohou mít nepoměrně velký vliv k jejich reálné velikosti. Jelikož jsou často právě malé strany jazýčkem na vahách, dokáží této své vlastnosti využít a prosadit tak své vlastní klíčové zájmy.
V izraelské politice dominují sionistické strany, které se tradičně řadí do tří skupin, přičemž první dvě skupiny jsou největší: dělnický sionismus (v barvách sociálních demokracií), revizionistický sionismus (který sdílí některé rysy s torii a konzervativci z jiných států) a náboženský sionismus (ačkoliv existuje mnoho neortodoxních sionistických náboženských stran, stejně jako antisionistické izraelské arabské strany).

## Členství v mezinárodních organizacích
BSEC (pozorovatel), RE (pozorovatel), CERN (pozorovatel), EBRD, ECE, FAO, IADB, IAEA, IBRD, ICAO, ICC, ICFTU, IDA, IFAD, IFC, ILO, MMF, IMO, Inmarsat, Intelsat, Interpol, MOV, IOM, ISO, ITU, OAS (pozorovatel), OPCW, OBSE (partner), SRS, OSN, UNCTAD, UNESCO, UNHCR, UNIDO, UPU, WCO, WHO, WIPO, WMO, WToO, WTrO.

## Distrikty
Pro administrativní a vládní účely se Izrael dělí na šest distriktů: Centrální, Haifský, Jeruzalém, Severní, Jižní a Telavivský. Administrativa distriktů je koordinována Ministerstvem vnitra. Ministerstvo obrany je pak odpovědné za administrativu okupovaných (sporných) území.

## Arabsko-izraelská mírová jednání a dohody
- Pařížská mírová konference 1919
- Fajsal-Weizmannova dohoda (1919)
- Dohody o příměří (1949)
- Dohody z Camp Davidu (1978)
- Egyptsko-izraelská mírová smlouva (1979)
- Madridská konference (1991)
- Mírová dohoda z Osla (1993)
- Izraelsko-jordánská mírová smlouva (1994)
- Summit v Camp Davidu (2000)